# Bassin versant de la Dordogne
Le bassin versant de la Dordogne est un bassin versant situé en France, qui comprend le système hydrologique de son principal cours d'eau, la Dordogne.
Le 11 juillet 2012, l'ensemble du bassin est classé en réserve de biosphère par l'UNESCO.

## Situation
Située au nord-est du bassin Adour-Garonne, la Dordogne est un affluent en rive droite de la Garonne. Sa réunion avec la Garonne forme l'estuaire de la Gironde. Le bassin versant de la Dordogne s'étend sur 23 957 km2, entièrement en France. Il fait partie du bassin Adour-Garonne, vaste ensemble de 116 000 km2 défini par l'agence de l'eau Adour-Garonne,.

## Découpage territorial

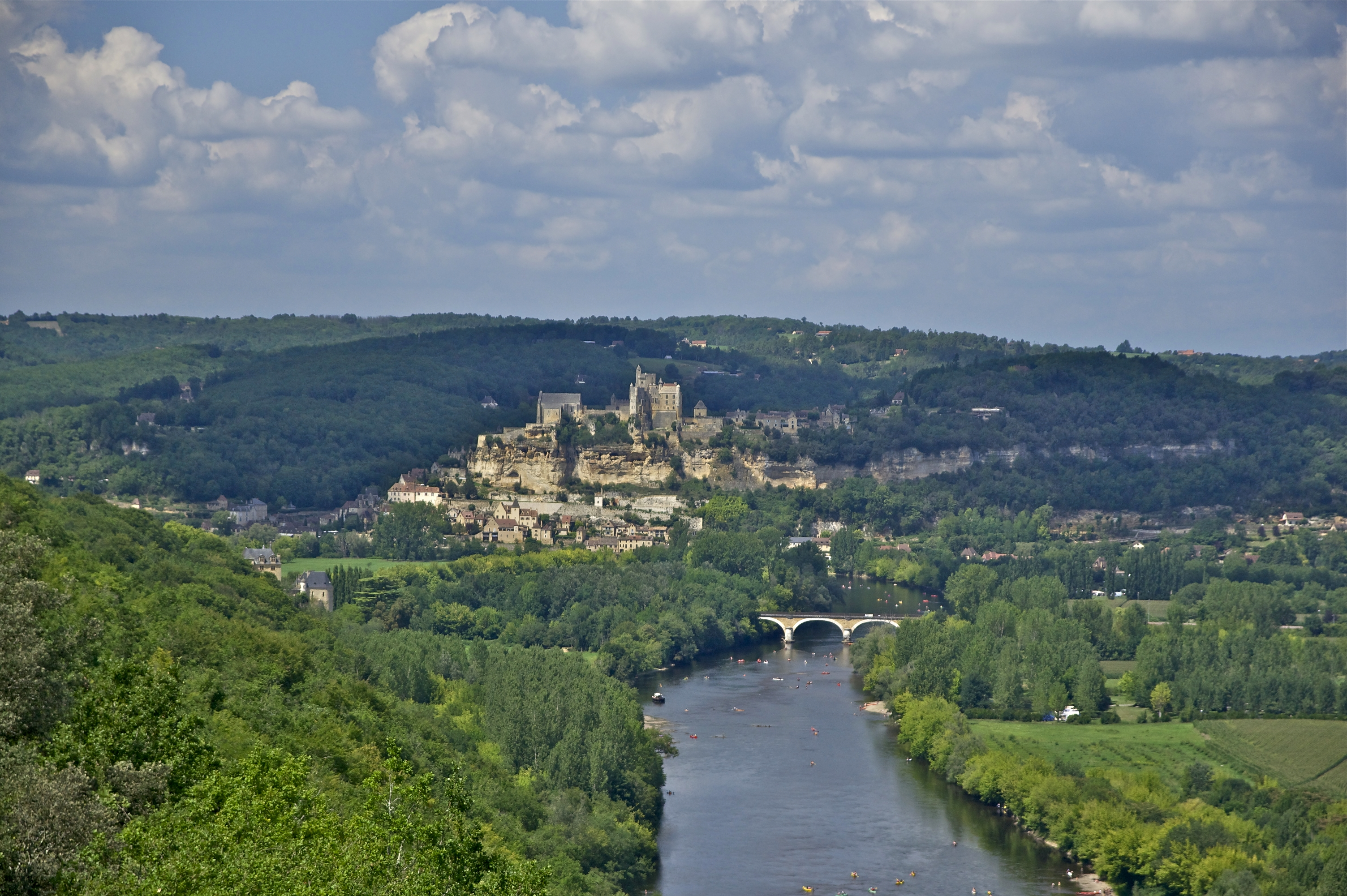
Le château de Beynac et la Dordogne.

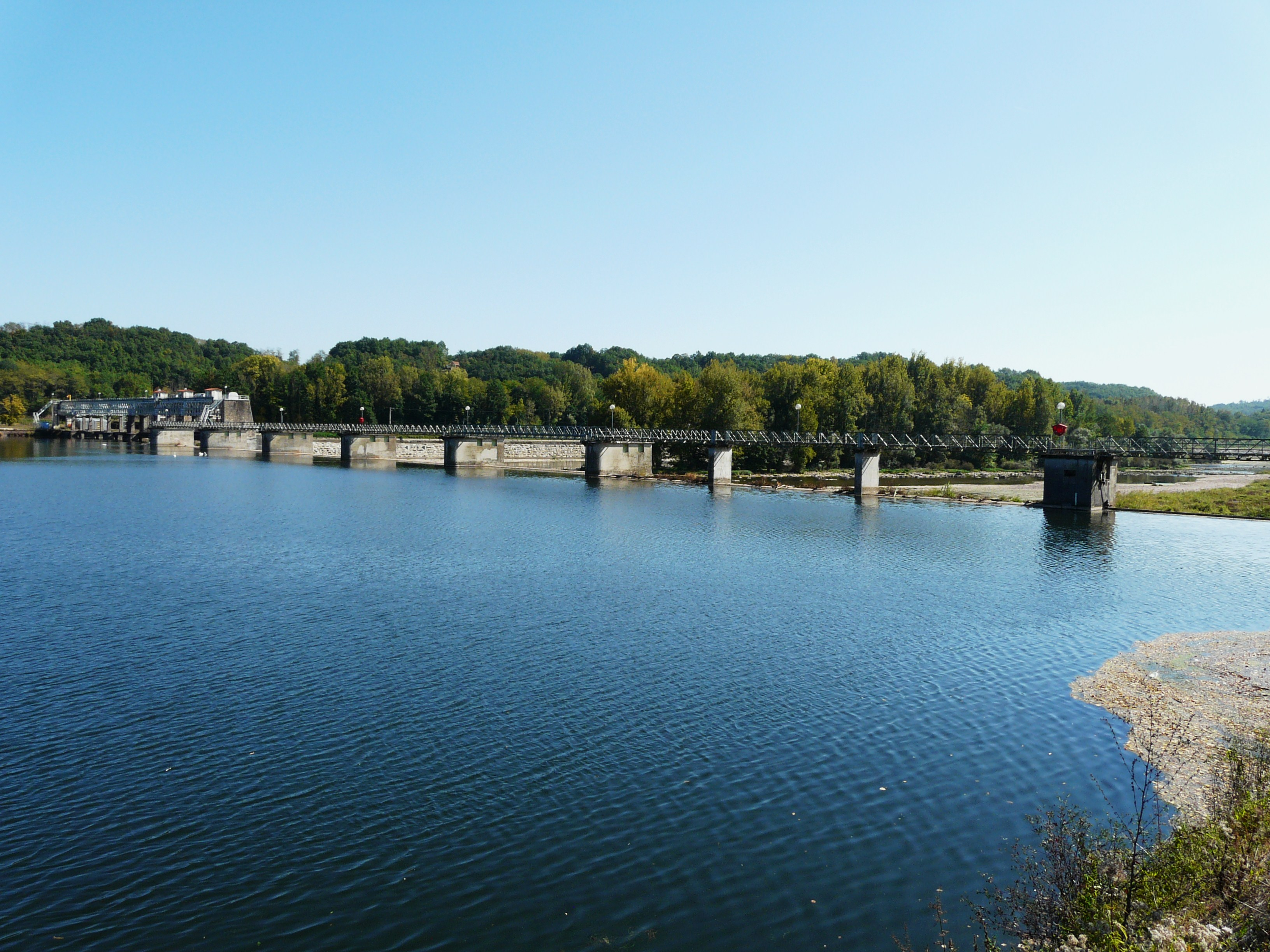
Le barrage de Mauzac sur la Dordogne.

Le bassin comprend un fleuve principal, la Dordogne, mesurant 483 km. La Dordogne possède trois affluents de plus de 100 km : l'Isle (255 km), la Vézère (211 km) et la Cère (120 km). En plus de ces affluents, le bassin comporte deux autres cours d'eau d'une longueur supérieure à 100 km : la Dronne (201 km) et l'Auvézère (112 km), tous deux affluents de l'Isle.

### Découpage hydrographique
Le bassin versant de la Dordogne constitue une des cinq régions hydrographiques du bassin Adour-Garonne.
Il est composé de six sous-bassins versants :
- Le bassin de la Dordogne avec son affluent, la Cère, décomposé lui-même en trois sous-bassins versants : La Dordogne à l’amont de la Cère (6 580 km2), la Dordogne à l’aval de la Cère (4 984 km2) et la Dordogne Atlantique (2 100 km2) ;
- Le bassin de la Vézère (3 725 km2, avec son affluent la Corrèze) ;
- Le bassin de l'Isle (3 740 km2, avec son affluent l'Auvézère) ;
- Le bassin de la Dronne (2 794 km2).

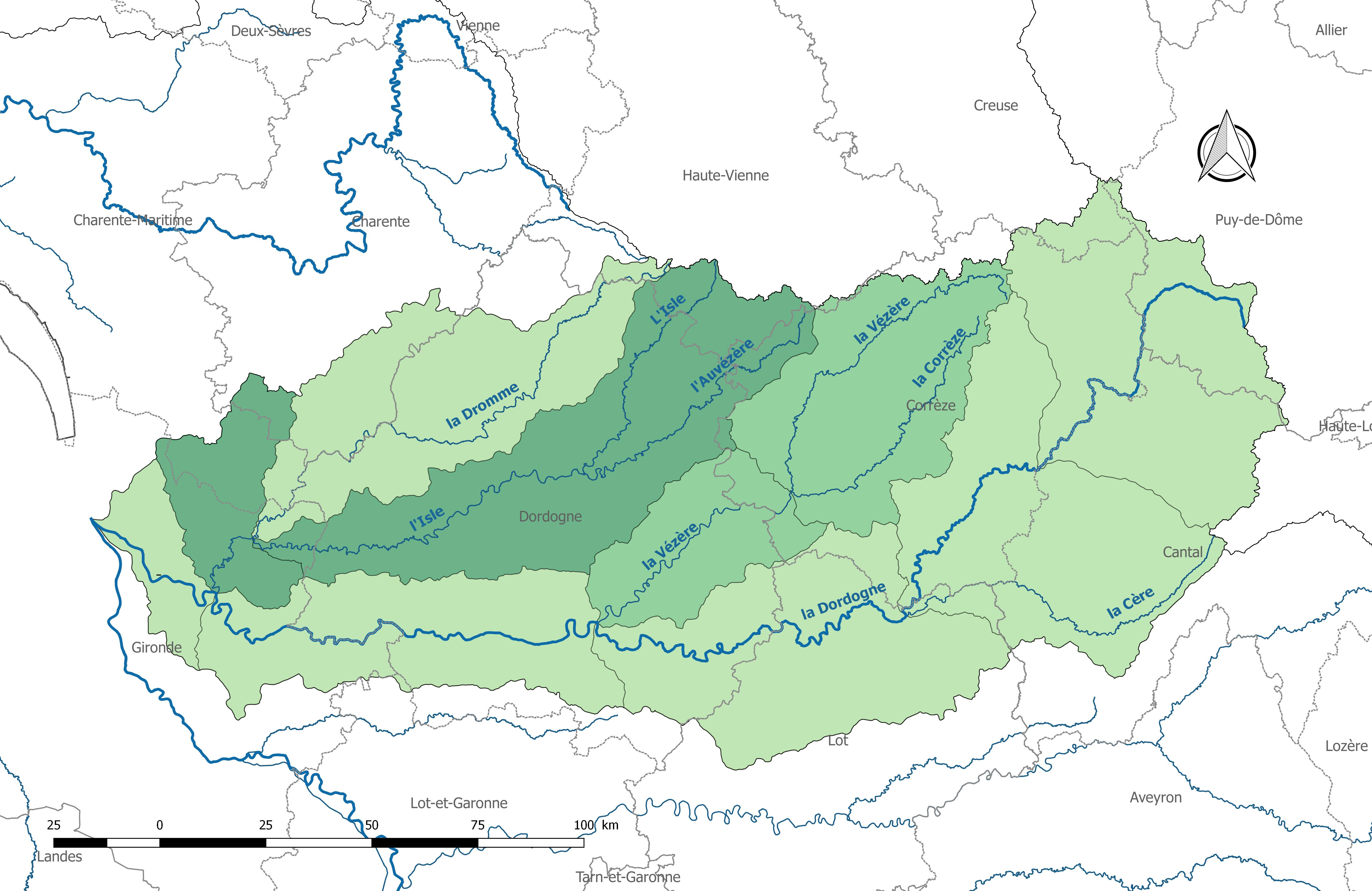
Découpage du bassin de la Dordogne en sous-bassins versants et secteurs hydrographiques.

### Découpage administratif
En France, la Dordogne baigne trois régions et six départements :
- en région Auvergne-Rhône-Alpes : le Cantal et le Puy-de-Dôme ;
- en région Nouvelle-Aquitaine : la Corrèze, la Dordogne et la Gironde ;
- en région Occitanie : le Lot.

De plus, son bassin versant s'étend en partie sur cinq départements supplémentaires en Nouvelle-Aquitaine : la Charente, la Charente-Maritime, la Creuse, la Haute-Vienne et le Lot-et-Garonne.

## Cours d'eau

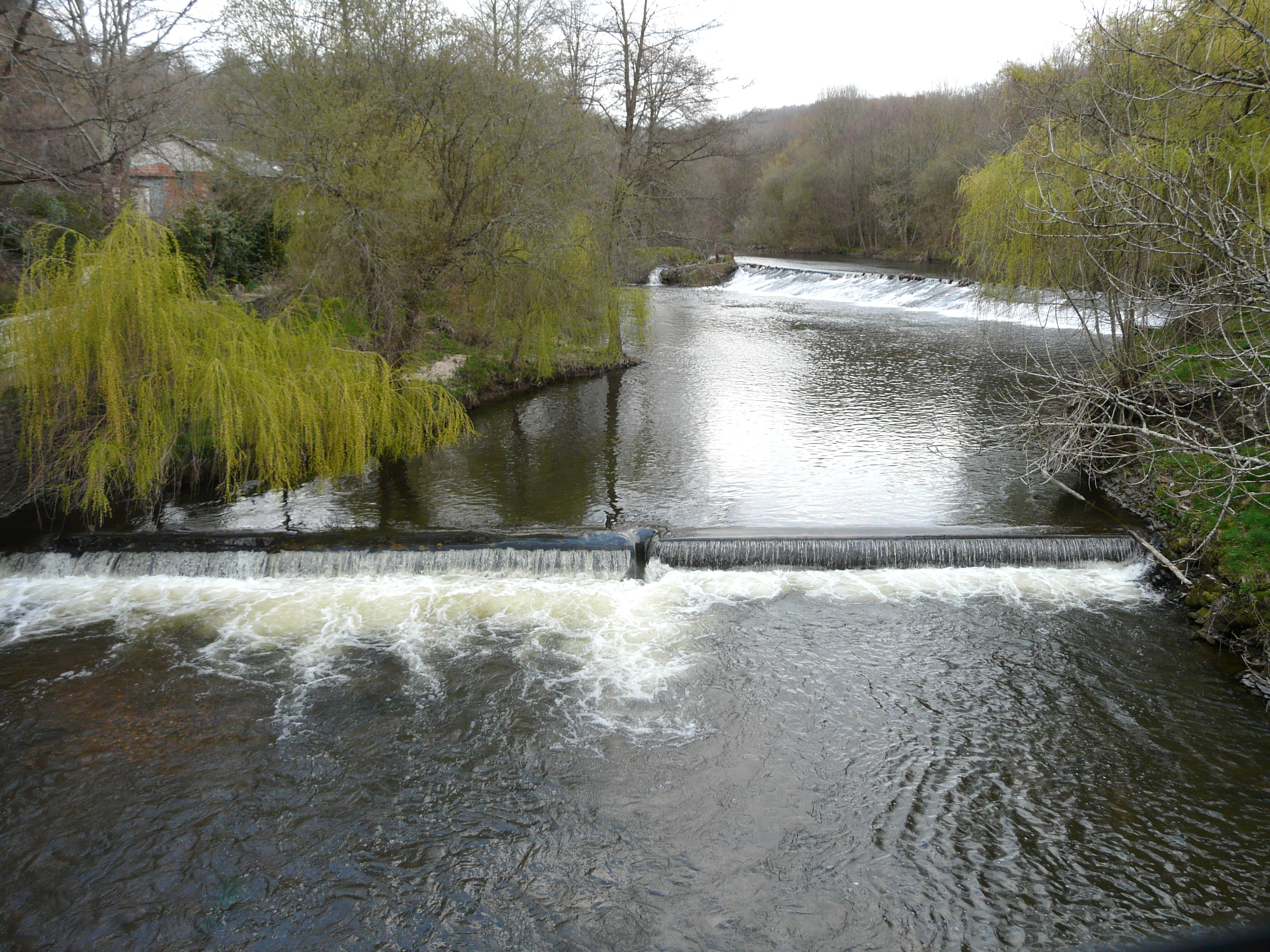
L'Isle à Nanthiat.

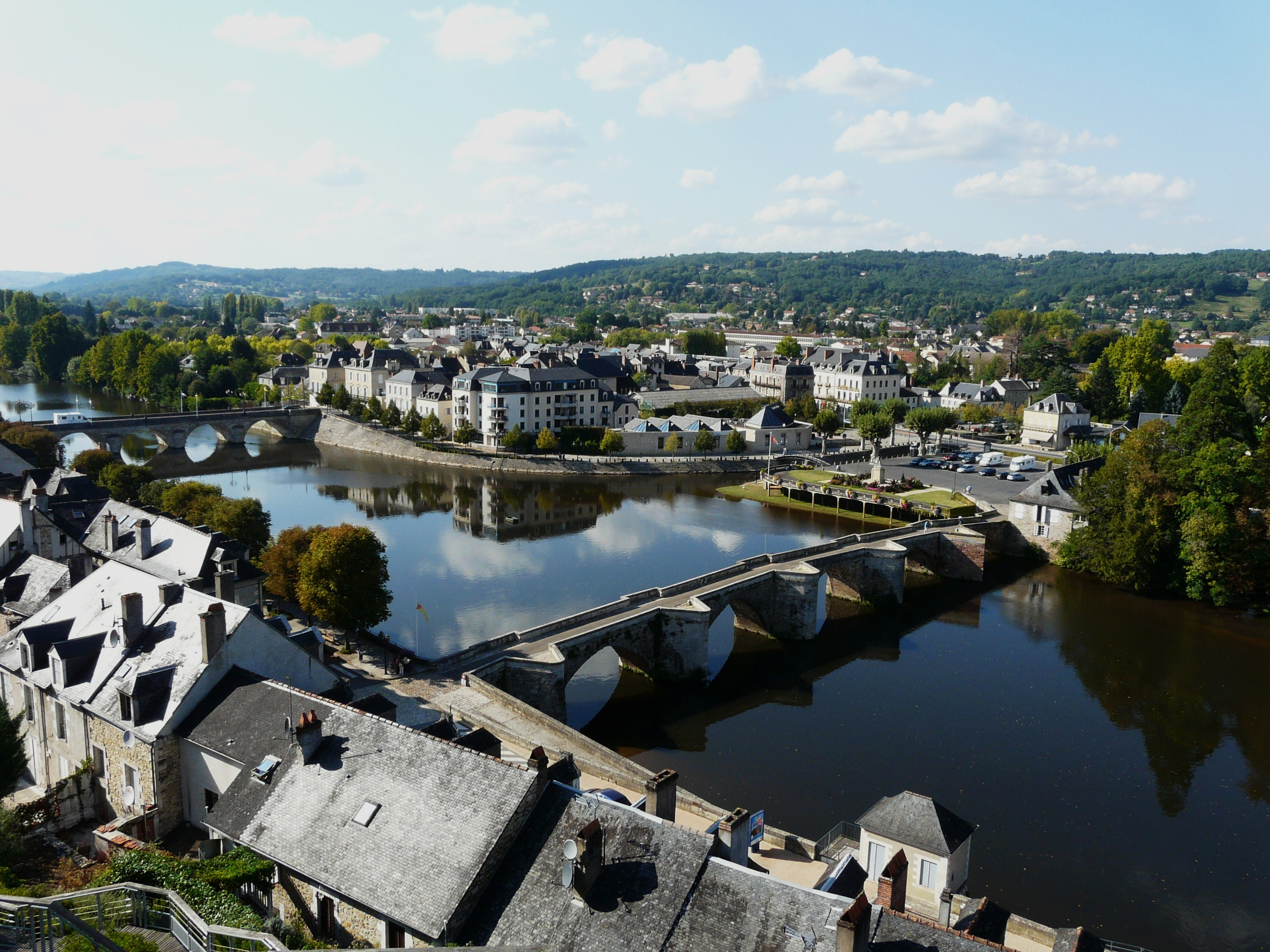
La Vézère à Terrasson-Lavilledieu.

La liste suivante recense partiellement les cours d'eau les plus longs composant le bassin de la Dordogne. Elle est organisée de manière hiérarchique, en remontant de l'embouchure d'un cours d'eau vers sa source. Les lieux entre parenthèses correspondent aux communes situées au confluent du cours d'eau considéré avec celui dans lequel il se jette. Afin de limiter la taille de la liste, elle est restreinte aux cours d'eau qui atteignent ou dépassent 50 km, ou qui possèdent au moins un affluent ou sous-affluent de plus de 50 km de long.
- Dordogne (estuaire de la Gironde, Bayon-sur-Gironde)
  - Isle (Fronsac et Libourne)
    - Lary (Guîtres)
    - Dronne (Coutras)
      - Lizonne (Saint-Séverin et Allemans)
      - Côle (Brantôme et Condat-sur-Trincou)

    - Auvézère (Bassillac et Escoire)
    - Loue (Coulaures)

  - Vézère (Limeuil)
    - Corrèze (Saint-Pantaléon-de-Larche et Ussac)

  - Céou (Castelnaud-la-Chapelle)
  - Cère (Prudhomat et Girac)
  - Maronne (Monceaux-sur-Dordogne et Argentat)
  - Doustre (retenue du barrage d'Argentat, Argentat et Saint-Martial-Entraygues)
  - Luzège (retenue du barrage du Chastang, Laval-sur-Luzège et Soursac)
  - Triouzoune (retenue du barrage de l'Aigle, Neuvic et Sérandon)
  - Diège (retenue du barrage de Marèges, Roche-le-Peyroux et Saint-Julien-près-Bort)
  - Rhue (Bort-les-Orgues)
  - Chavanon (Confolent-Port-Dieu et Savennes)

## Classement en réserve de biosphère par l’UNESCO
Le 11 juillet 2012, l'UNESCO a inscrit le bassin de la Dordogne au réseau international des réserves de biosphère, avec pour structure de coordination l'établissement public territorial du bassin de la Dordogne (EPIDOR),.